# Русский смех (фестиваль)
«Русский смех» — всероссийский фестиваль иронической поэзии, проходящий ежегодно в городе Кстово Нижегородской области с 2007 года.

## История

Евгений Нефёдов

Идея проведения подобного фестиваля обсуждалась московскими писателями (Геннадий Красников, Юрий Лопусов) и нижегородским литератором Валерием Шамшуриным. У каждого поэта, даже пишущего на серьёзные темы, попутно появляются несерьёзные произведения (ироничные, шуточные стихи, пародии, эпиграммы и др.), которые отправляются «в стол», поскольку их негде представить широкой публике. Планировалось, что Всероссийский фестиваль иронической поэзии станет площадкой, где можно представить ироничную поэзию. Идею поддержали секретари Союза писателей России А. А. Бобров и Е. А. Нефёдов. Евгений Нефёдов подарил фестивалю название «Русский смех» — так называлась газета, которую он издавал как спецвыпуск газеты «День литературы» при Союзе писателей России.

«Евгений Нефёдов был душой и символом первых трёх фестивалей. Это с его лёгкой руки город Кстово нарекли „Столицей смеха“:
Нет — ни Одессе, ни Ростову

Такой не выпадет успех:

Столица смеха — город Кстово,

Поскольку это русский смех.»

Именно Е. А. Нефёдов сформулировал основную задачу фестиваля, когда в одном из интервью сказал: «Я думаю, что необходимость проведения такого фестиваля не то что созрела, она перезрела. Ведь на Руси сегодня смех нерусский какой-то. Это юмор ради юмора, это юмор ниже пояса…Что такое русский смех? Смех сквозь слезы, смех над собой. Это Василий Тёркин, когда слезы, горе, идет война, а смех дает возможность распрямиться, подняться, высушить слезы…»
Таким образом задача фестиваля — противопоставить качественную литературную иронию, литературный юмор низкопробному юмору, который нередко звучит с телеэкранов, — показать молодежи образцы настоящего юмора, продемонстрировать красоту и образность русского языка, познакомить с авторами, пишущими в жанре сатиры, юмора, иронии, пародии, эпиграммы и т. д. Е. А. Нефёдов ушёл из жизни в 2010 году. С 2012 г. фестиваль «Русский смех» по решению правления Союза писателей России носит его имя.
Организаторами фестиваля являются Союз писателей России, его Нижегородское отделение, Нижегородский региональный общественный фонд «Журналист», Центр писателей Нижегородского края им. П. П. Штатнова, Кстовская районная центральная библиотека им. А. С. Пушкина, а также Кстовская администрация.

Гала-концерт фестиваля проходит в зале Дворца культуры города Кстово. Ноябрь 2013

Оргкомитет определился с местом проведения фестиваля. В 2007 году праздновалось 50-летие города Кстово Нижегородской области, и первый фестиваль прошёл в рамках празднования этого юбилея. Постепенно сложился формат фестиваля — выступления авторов-исполнителей в молодежных аудиториях Нижегородской области и заключительный гала-концерт в ДК города Кстово. Фестиваль стал своеобразной визитной карточкой города Кстово и ежегодно на его проведение выделяются средства местного бюджета. В разные годы спонсорскую помощь в организации и проведении «Русского смеха» оказывали компании «Лукойл-Нижегороднефтеоргсинтез» и «Сибур», «РусВинил» и другие.
Символом фестиваля стал фиолетовый заяц с насмешливой улыбкой и морковкой вместо авторучки. Во-первых, это «житель» нашей средней полосы; во-вторых, с зайцем ассоциируются многие иронические стихи и песни: «Вышел зайчик погулять», «Трусишка — зайка серенький», «Косят зайцы траву на поляне» и другие. Поэты и сатирики вдохновлялись образом этого зверька.

## Оргкомитет
- Рябов Олег Алексеевич, президент фестиваля, главный редактор журнала «Нижний Новгород».
- Захаров Олег Владиславович, председатель оргкомитета фестиваля, директор общественного фонда «Журналист».
- Бобров Александр Александрович, секретарь правления Союза писателей России, обозреватель газеты «Советская Россия».
- Скворцов Владимир Степанович, главный редактор журнала «Невский альманах» (Санкт-Петербург).
- Шувалова Маргарита Викторовна, заведующая Центром писателей Нижегородского края им. П. П. Штатнова.
- Минеева Ксения Анатольевна, директор Кстовской центральной районной библиотеки им. А. С. Пушкина.
- Косова Ольга Сергеевна, специалист Центра писателей Нижегородского края.

## Программа

«Русский смех-2008». Выступает секретарь Союза писателей России Александр Бобров

Участие в фестивале принимают около 60-ти авторов из различных регионов России, а также ближнего зарубежья. За два фестивальных дня поэты и барды выступают на 15-20 молодёжных площадках (школы, техникумы, колледжи, вузы, библиотеки, дома культуры, предприятия Нижегородской области). Общее количество зрителей и слушателей достигает пяти тысяч. По традиции фестиваль завершается Большим вечером юмора в ДК Нефтехимиков города Кстово. Все мероприятия бесплатные. Ежегодно к фестивалю издаётся альманах «Русский смех», в котором публикуются произведения литераторов, пишущих в жанре сатиры, юмора, иронии. Экземпляры альманаха передаются в библиотеки Нижегородской области.
Будучи просветительским проектом, фестиваль не является конкурсом или соревнованием авторов. Тем не менее, Оргкомитет награждает участников фестиваля за особые заслуги в области литературы, искусства или просветительства, за помощь в организации, проведении и популяризации фестиваля «Русский смех». Награждённым участникам присваивается звание «Лауреат фестиваля „Русский смех“». В разные годы лауреатами фестиваля становились клуб сатиры и юмора «Чёртова дюжина» (Татьяна Кормилицына, Москва), клуб сатиры и юмора «Музы и конфузы» (Санкт-Петербург), Евгений Чепурных (Самара), Николай Симонов (Нижний Новгород), Олег Захаров (Кстово), Евгений Нефёдов (Москва), Александр Бобров (Москва), Сергей Сатин (Москва), Владимир Гавриков (Москва), Александр Ковалёв (Санкт-Петербург), Владимир Скворцов (Санкт-Петербург), Владимир Митрофанов (Балахна), Вадим Смирнов (Рига, Латвия), Александра Суслова (Костанай, Казахстан) и другие авторы.

## Альманах «Русский смех»
- «Русский смех», альманах иронической поэзии. Составители Г. Н. Красников, О. А. Рябов, А. К. Тюкаев. Нижний Новгород, Издательство «Книги», 2007—336 с. ISBN 978-5-94706-038-6
- «Русский смех-08», альманах иронической поэзии. Составители А. А. Бобров, В. А. Шамшурин. Нижний Новгород, издательство «Книги», 2008—296 с. ISBN 978-5-94706-061-4
- «Русский смех-10», альманах иронической поэзии. Составители А. А. Бобров, О. А. Рябов. Нижний Новгород, издательство «Книги», 2010—320 с. ISBN 978-5-94706-088-1
- «Русский смех-11», альманах иронической поэзии. Составители Г. Н. Красников, О. А. Рябов. Нижний Новгород, издательство «Книги», 2011—296 с. ISBN 978-5-94706-097-3
- «Русский смех-12», альманах иронической поэзии. Составители А. А. Бобров, О. А. Рябов, А. Н. Хорт. Нижний Новгород, издательство «Книги», 2012—224 с. ISBN 978-5-94706-125-3
- «Русский смех-13», альманах иронической поэзии. Составители А. А. Бобров, О. А. Рябов, А. Н. Хорт, М. В. Шувалова. Нижний Новгород, издательство «Книги», 2013—332 с. ISBN 978-5-94706-144-4
- «Русский смех-14», альманах иронической поэзии. Составители А. А. Бобров, О. А. Рябов, А. Н. Хорт, М. В. Шувалова, Г. В. Щеглов. Нижний Новгород, издательство «Книги», 2014—388 с. ISBN 978-5-94706-171-0
- «Русский смех-15», альманах иронической поэзии. Составители А. А. Бобров, О. А, Рябов, А. Н. Хорт, Н. В. Симонов, Г. В. Щеглов. Нижний Новгород, издательство «Книги», 2015—408 с. ISBN 978-5-94706-182-6
- "Русский смех-16", альманах иронической поэзии. Составители О.В. Захаров, О.А. Рябов, Н.В. Симонов, Г.В. Щеглов. Нижний Новгород, издательство "Книги", 2016- 412 с.
- "Русский смех-17", альманах иронической поэзии. Составители О.В. Захаров, О.А. Рябов, Н.В. Симонов, Г.В. Щеглов. Нижний Новгород, издательство "Книги", 2017- 400 с.
- "Русский смех-18", альманах иронической поэзии. Составители О.В. Захаров, Н.В. Симонов, Г.В. Щеглов. Нижний Новгород, издательство "Книги", 2018 - 204 с.
- "Русский смех-19", альманах иронической поэзии. Составители О.В. Захаров, Г.В. Щеглов. Нижний Новгород, издательство "Книги", 2019 - 292 с.
- "Русский смех-22", альманах иронической поэзии. Составители О.В. Захаров, Г.В. Щеглов. Нижний Новгород, издательство "Книги", 2022 - 304 с.

## Пресса о фестивале
- Бобров А. Сентябрь засушенной земли. // Газета «Советская Россия» (Москва), № 134 (13033) от 29 сентября 2007 г., с. 1-2.
- Нефёдов Е. Волга-Волга-2007. // Газета «Завтра», № 41 (725) от 10 октября 2007 г., с. 7.
- Бобров А. Как смеется человек? Второй фестиваль иронической поэзии в Кстово. // Газета «Советская Россия», № 103 (13175) от 20 сентября 2008 г., с. 4.
- Бобров А. Русский смех-2008. // Газета «Завтра», № 42 (778) от 15 октября 2008 г., с. 7.
- Бобров А. Перезагрузка с улыбкой. // Газета «Российский писатель» от 18 октября 2010 г.
- «И даже балалайка смеялась до слёз…» // «Общеписательская литературная газета», № 11 (36) от 10 ноября 2012 г., с. 8.
- Садовский М. Столица смеха — Кстово! // Газета «Аргументы недели», № 38 (260) от 4 октября 2012 г., с. 16.
- Бобров А. «Русский смех»: 5-й фестиваль в Кстове. // Газета «Советская Россия», № 108 (13761) от 29 октября 2012 г., с. 8.
- Рябов О. А. А голос всё выше и выше. // «Литературная газета», № 45 (6392) от 14 ноября 2012 г., стр. 12.
- Скворцов В. Всероссийский смех. // Литературно-художественный журнал «Невский альманах» (Санкт-Петербург), № 6 (73) от 14 декабря 2013 г., с. 134—136.
- «Умор и задира» // «Литературная газета», № 51-52 (6444) от 23 декабря 2013 г., с. 16.
- Зайцева С. Поскольку это «Русский смех»… // Литературно-художественный журнал «Невский альманах» (Санкт-Петербург), № 6 (79) от 14 ноября 2014 г., с. 119—131.
- Ковалёв А. Кстово — столица смеха. // «Литературная газета», № 32 (6520) от 5 августа 2015 г., с. 16.
- Бобров А. Россияне не сдаются. 8-й фестиваль «Русский смех» в Кстове. // Газета «Советская Россия», № 125 (14220) от 10 ноября 2015 г.
- Хорт А. Ноутбук — мой последний причал. // «Литературная Россия», № 41 от 20 ноября 2015 г.
- Ковалёв А. Россия продолжает шутить. // «Литературная газета», № 46 (6532) от 19 ноября 2015 г., с. 16.
- Бобров А. Где наш ответ CHARLI HEBDO? // Газета «День литературы», № 11 (229) от 19 ноября 2015 г.
- Бобров А. Сатира и телехохмы. // Газета «Российский писатель» от 21 ноября 2015 г.
- Хорт А. Форум и кворум. // «Независимая газета — Exlibris» от 18.02.2016 г.
- Захаров О. "Русский смех" всколыхнул всю Россию. // Литературно-художественный журнал «Невский альманах» (Санкт-Петербург), № 6 (92) от 15 декабря 2016 г., с. 130—135.
- Бобров А. Песни, шутки и раздумья. // Газета «Российский писатель» от 21 ноября 2016 г.
- Безденежных В. Улыбайтесь, господа! // Газета "Свободная пресса" № 21 от 18 ноября 2016 г.
- Переяслов Н. "Русский смех" в Кстове. // Газета "Общеписательская литературная газета" № 12 (85) за 2016 г., с. 23.
- Бобров А. Остров смеха и дум. // Газета "День литературы" № 11 (241) от 23 ноября 2016 г., с. 1.
- Бобров А. О тех, кто хорошо смеётся. // Газета "Завтра" № 39 (1243) от 27 сентября 2017 г., с. 6.
- Бобров А. Свободное веселье. // Литературно-художественный журнал «Невский альманах» (Санкт-Петербург), № 6 (98) от 06 декабря 2017 г., с. 136—144.
- Рябов О. Юбилейный фестиваль. // Литературно-художественный журнал «Невский альманах» (Санкт-Петербург), № 6 (98) от 06 декабря 2017 г., с. 1.
- Бобров А. Не бояться смешного. // Газета «Российский писатель» от 22 ноября 2018 г.
- Мальцева С. "Русский смех" - народам всей страны. // Газета "Земляки" № 46 (1153) от 24 ноября 2018 г., с. 5.
- Бобров А. Смех с причиной. // Газета «Советская Россия», № 130 (14662) от 24 ноября 2018 г., с. 4.
- Захаров О. Фестиваль иронической поэзии "Русский смех". // Литературно-художественный журнал «Невский альманах» (Санкт-Петербург), № 6 (104) от 07 декабря 2018 г., с. 132-141.
- Захаров О. Поскольку это - "Русский смех". // Газета "Литературная Россия" № 44 от 30 ноября 2018 г.
- Бобров А. Смешные сборные. Газета "День литературы" №11 (277) от 20 ноября 2019 г.
- Бобров А. 12 вспышек юмора. Газета "Российский писатель" от 18 ноября 2019 г.
- Бобров А. Кругом 13. Фестиваль "Русский смех-2022". Газета "День литературы" от 09 декабря 2022 г.
- Захаров О., Мальцева С. Русский смех состоялся.  Журнал "Лиterra" №6, ноябрь-декабрь 2022 г.
- Бобров А. Вода в решете. "Русский смех" и 17 тем Минкульта. Газета "Российский писатель" от 08 декабря 2022 г.
- Мальцева С. "Русский смех": и снова здравствуйте! Газета "Земляки" № 48 от 10 декабря 2022 г.
- Захаров О. "Спасибо "Лукойлу" и всем-всем-всем! Газета "Земляки" № 48 от 10 декабря 2022 г.